# Studenterhus Aarhus
Studenterhus Aarhus er en privat forening hvor studerende kan møde hinanden på tværs af uddannelser og nationaliteter både i fagligt og socialt regi. 
Studenterhus Aarhus har til huse i Studenternes Hus (bygget 1964) ved Aarhus Universitet. Studenternes Hus har både en café - Studiecaféen - og driver Studenterbaren (der tidligere hed Universitetsbaren) og derudover afholdes der koncerter og andre arrangementer såsom foredrag, stand up, studiefester og lign. i scene-hallen Stakladen. Foreningen blev stiftet i 2003, og har omkring 8.500 medlemmer. Udover at være mødested studerende i mellem, er Studenterhuset også stedet hvor de studerende kan møde virksomheder i Aarhus og omegn.

## Ekstern kilde/henvisning
- Studenterhusets websted

56°10′16.5″N 10°12′1.33″Ø / 56.171250°N 10.2003694°Ø